# Pauli Ylitalo
Pauli Henrikki Ylitalo, född 27 april 1944 i Lavia, är en finländsk läkare. 
Ylitalo, som är specialist i klinisk farmakologi, blev medicine och kirurgie doktor 1973 samt docent vid Helsingfors universitet 1975 och vid Tammerfors universitet 1985. Han var professor i toxikologi och farmakokinetik vid Kuopio universitet 1986–1992 och därefter professor i klinisk farmakologi och toxikologi vid Tammerfors universitet samt överläkare vid Tammerfors universitetssjukhus. Han var chef för institutionen för medicin vid Tammerfors universitet 2001–2004. Han har bland annat bedrivit omfattande forskning om läkemedel som inverkar på hjärtat och blodkärlen eller som används vid behandling av hjärt-kärlsjukdomar.